# Ponorka

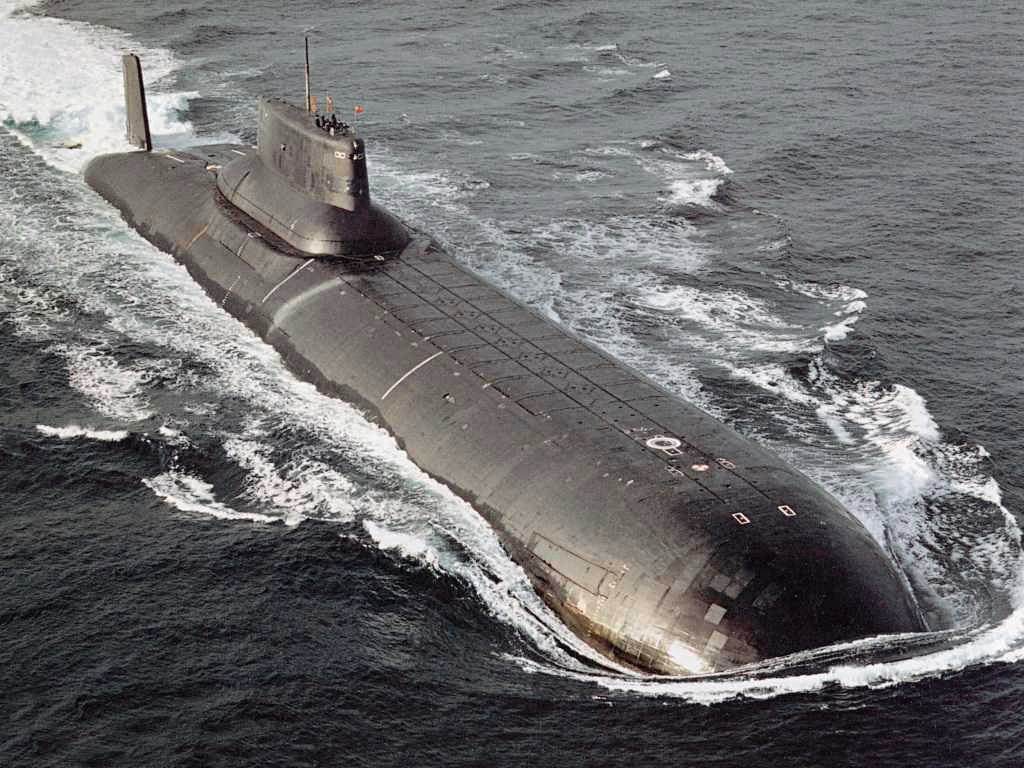
Ruská ponorka třídy Akula

Ponorka je plavidlo schopné ponoru s možností ovládání pohybu i pod vodní hladinou.
Ponorky mohou pracovat ve velkých hloubkách, do kterých se potápěči nedostanou. Ponorka může být civilní (vědecká nebo turistická) nebo vojenská. Vojenská ponorka bývá vyzbrojena širokým arzenálem zbraní, zvláště torpédy, případně střelami s balistickou nebo plochou dráhou letu. Velký pokrok pro ponorky znamenalo zavedení jaderného pohonu (jaderná ponorka), protože podstatně zvětšuje jejich akční rádius a zbavuje je nutnosti pravidelného a častého vynořování (dostatek elektrické energie umožňuje vytvářet si kyslík elektrolýzou mořské vody). Jaderný pohon je však velmi drahý a až na výjimky je vyhrazen jen pro vojenské ponorky. Moderní jaderná ponorka má zásobu paliva již při výrobě dodanou na palubě v takovém množství, aby pokrylo celou dobu životnosti plavidla. Není tedy nutné nijak doplňovat palivo a ponorka je schopna vydržet pod hladinou na moři téměř neomezenou dobu. Jediné omezení pak tvoří zásoby jídla a jiného spotřebního vybavení (pitná voda, toaletní potřeby atd.)
Ponorky mají v trupu podélné dutiny (vyrovnávací tzv. balastní nádrže), které lze naplnit vzduchem nebo vodou. K ponoření se tyto nádrže plní vodou. Ponorka poháněná lodním šroubem může být pod vodou stabilizována i dynamicky pomocí hloubkových kormidel. Aby se ponorka mohla vynořit, je stlačeným vzduchem voda z nádrží vytlačena.
V malých ponorkách se používají elektromotory napájené z akumulátorů, větší vojenské ponorky mají jaderný pohon (mají jeden nebo více jaderných reaktorů).

## Historie
Angličan William Bourne vynalezl systém balastních nádrží – základní stavební prvek všech ponorek. V roce 1578 vytvořil první teoreticky funkční návrh podmořského člunu.
První ponorkou bylo plavidlo zkonstruované roku 1620 nizozemským vynálezcem Cornelisem Drebbelem. Toho k její konstrukci údajně inspirovala jeho účast v expedici k obleženému La Rochelle.[zdroj?] Údajně se jednalo o obyčejný člun upravený důkladným utěsněním a nahrazením paluby skleněnými deskami.[zdroj?] Po deset let člun sloužil k obveselení londýnské smetánky.[zdroj?]
První konstrukce určená pro válečné účely vznikla v Rusku za doby panování Petra I. Konstruktérem byl Jefim Prokopěvič Nikonov a s ponorkou prý provedl několik úspěšných ponoření. Ovšem při předvádění panovníkovi došlo k nehodě, při které se ponorka potopila poněkud definitivněji. Nedlouho po smrti Petra I byl projekt admiralitou ukončen.
První plně funkční bojově nasazenou ponorkou byla ponorka Turtle (Želva), sestrojená roku 1776 Davidem Bushnellem v průběhu války za nezávislost USA.
Návrhem ponorek se zabýval na přelomu 18. a 19. století Robert Fulton, který sestrojil v roce 1800 ponorku Nautilus. S ní v roce 1801 předvedl první úspěšný cvičný útok a potopení čtyřicetitunové šalupy.
V polovině 19. století se v Německu zabýval stavbou ponorek Wilhelm Bauer. Ze své porouchané ponorky Brandtaucher byl nucen provést v roce 1851 první úspěšnou záchranu osob z hloubky téměř 30 metrů.
Prvním úspěšným nasazením ponorky v přímém boji bylo nasazení konfederační (mini)ponorky CSS H. L. Hunley proti unijní obrněné lodi Housatonic. Unijní loď byla zničena minou umístěnou na dlouhé tyči, ponorka však byla ztracena také. Tato skutečnost byla dlouhá léta neznáma. Přesto při porovnání ceny ponorného člunu a moderní unijní obrněné lodi jde nepochybně o první úspěch, který nepřítele zasáhl více než útočníka. Ponorka byla 8. srpna 2000 vyzdvižena. Původně se uvažovalo, že se posádka udusila, když na dně čekala na proud, který by jí umožnil návrat, nicméně po jejím vyzdvižení a prozkoumání ponorky i ostatků se ukázalo, že ponorka nebyla dostatečně chráněna proti účinkům vlastní zbraně (resp. že její nálož vybuchla příliš brzy) a skutečnou příčinou její zkázy nejspíše bylo, že výbuch miny vyřadil i celou její posádku.
Do konce 19. století byly postaveny desítky ponorek nejrůznějších konstrukcí i schopností.
V USA se proslavil konstruktér John Philip Holland. Jeho ponorka byla americkému námořnictvu dodána roku 1900 a nesla jméno Plunger.

### První světová válka

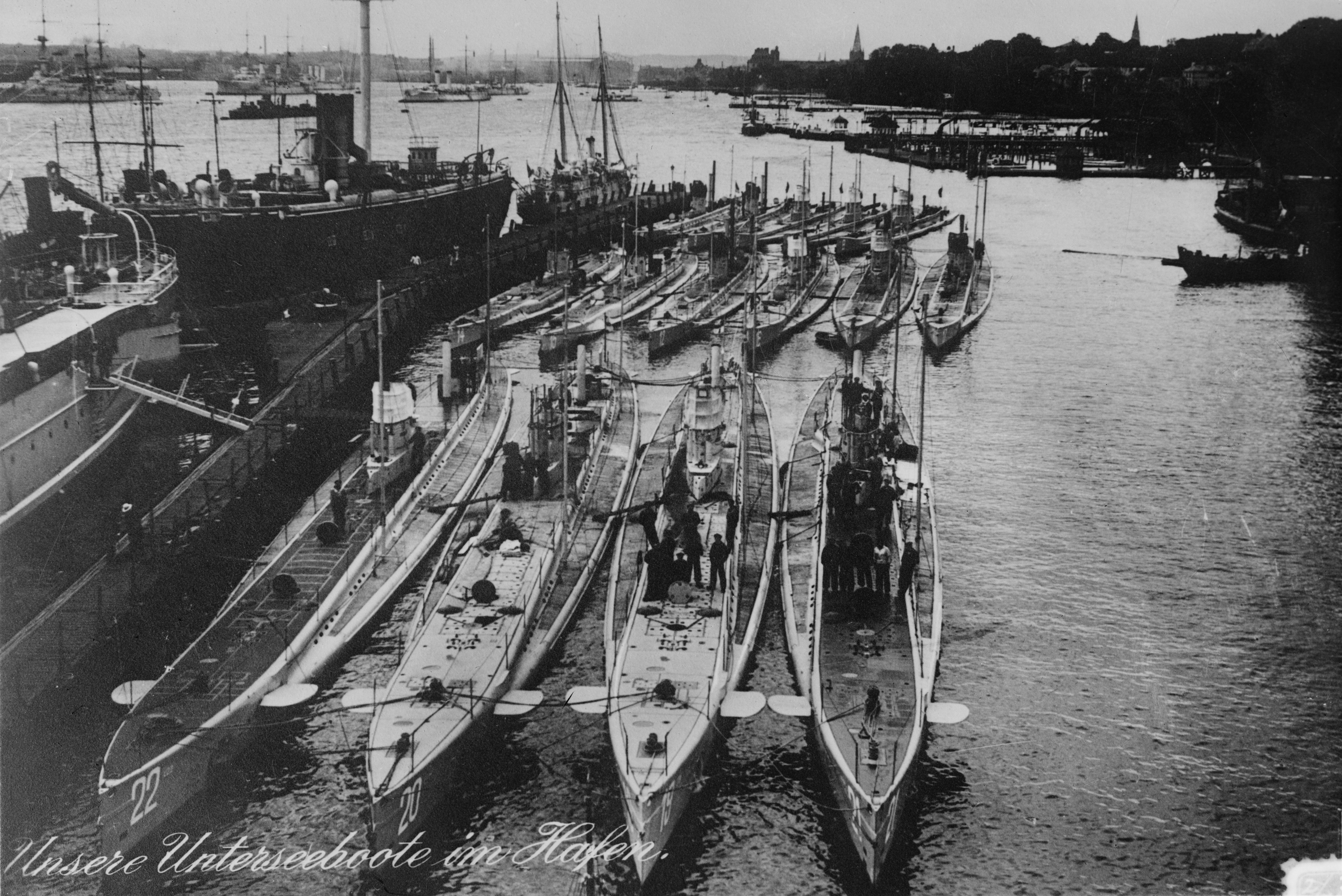
Německé ponorky v přístavu Kiel

Jako první hromadně nasadilo ponorky Německo během první světové války. Využilo je k narušování zásobovacích tras spojenců a k boji proti britským lodím. Jejich efektivita se naplno prokázala již na samém počátku bojů. 5. září 1914 německá ponorka SM U-21 potopila u Skotska britský křižník HMS Pathfinder, který se tak stal první lodí potopenou torpédem vystřeleným z ponorky. 22. září pak nebezpečí představované ponorkami potvrdila U 9, která dokázala během několika minut potopit tři britské pancéřové křižníky (Abourkir, Hogue a Cressy). Velitelem této ponorky byl Otto Weddigen, který nedlouho poté získal nechtěné prvenství, když se U 29, které velel, stala první (a také jedinou) ponorkou, která byla potopena bitevní lodí.
Ponorky však využívaly k bojové činnosti i ostatní důležité přímořské státy, účastnící se bojů ve válce. Například Britové přes horší kvalitu ponorek s nimi úspěšně vystoupili například proti Turecku. Nejznámější byl velitel Martin E. Nasmith, který během Dardanelské operace potopil Turecku v Marmarském moři 11 lodí.
Pro lodě bylo velmi těžké zjistit, kde se ponorka nachází, byly bezbranné, dokud se nerozvinulo námořní letectvo a jiné obranné prostředky.Zavedení ponorek se ovšem rychle setkalo s razantní reakcí. Původně byly jejich hlavním nepřítelem maskované válečné lodě, lehké útočné čluny a torpédoborce, ale s rozvojem válečného letectva se objevil nepřítel ještě horší. 15. září 1916 byla francouzská ponorka Foucault napadena a potopena dvěma rakouskými létajícími čluny typu Lohner (L 132 a L 135), čímž se stala první ponorkou potopenou na moři leteckým útokem.
Když byl 11. listopadu 1918 uzavřen Versailleský mír mezi Němci a Spojenci, museli Němci předat všechny ponorky vítězům. Podmínky příměří dále výslovně stanovily, že všechny ponorky, které jsou provozuschopné, musely být předány s plnou výzbrojí, ostatní budou odzbrojeny a umístěny do doků. Předáno bylo celkem 176 ponorek. Podmínky versailleské smlouvy také výrazně zredukovaly německé loďstvo pouze na nejnutnější složky a Německu bylo zakázáno vlastnit ponorky.
Během první světové války byla již většina ponorek v diesel-elektrickém provedení. Jednou z výjimek byly britské ponorky, které používaly kombinaci benzínového a elektrického motoru, což vedlo k častějším požárům.

### Druhá světová válka

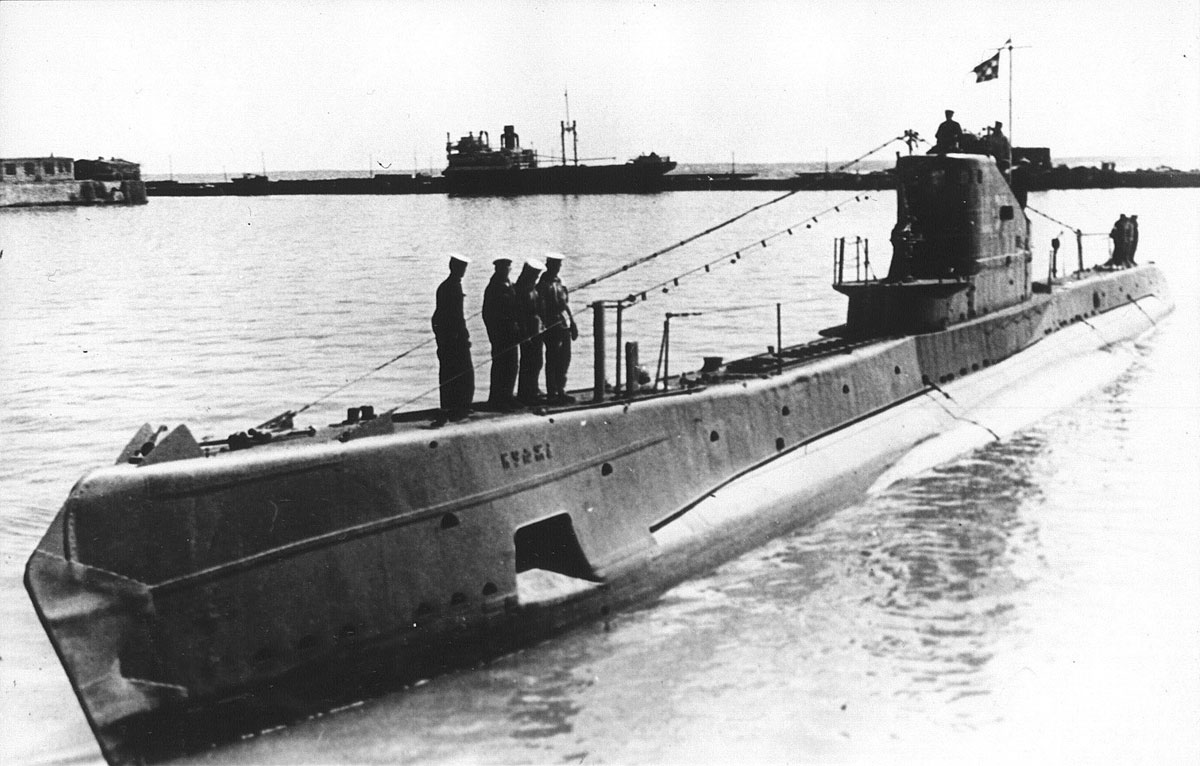
Sovětská ponorka Ščuka Šč-311, používaná ve druhé světové válce

Ve druhé světové válce nacistické Německo opět nasadilo stovky ponorek operujících převážně v Atlantiku. Taktika již byla mnohem účinnější než za 1. světové války. Ponorky operovaly jednotlivě, ale v případě odhalení nepřátelského konvoje se seskupily do takzvané vlčí smečky. Ponorky vážně ohrozily zásobování Velké Británie. Zavedením konvojů, leteckého hlídkování a nových protiponorkových zbraní byla však jejich hrozba po roce 1943 silně utlumena. Boje ponorek však trvaly až do května 1945. Závěrečná fáze bojů probíhala v německých pobřežních vodách. Když velkoadmirál Karl Dönitz nařídil kapitulaci, ještě na moři operovalo 49 německých ponorek. Nacistické Německo postavilo mezi léty 1935–1945 celkem 1162 ponorek. Ponorky se staly rozšířenou zbraní i v jiných státech světa. V Evropě to byly zejména Velká Británie a SSSR, na pacifickém bojišti hlavně USA a Japonsko.
Během druhé světové války došlo k prudkému vývoji na ponorkovém poli. Zatímco na začátku byly ponorky téměř stejné jako za první světové války, během války se z nich stala skutečná podmořská plavidla, která se díky Schnorchelu nemusela vynořovat na hladinu a měla pestrou škálu zbraní (torpéda klasická, samonaváděcí, miny a děla) a dokonce se experimentovalo s odpáleními raket či přepravou letadel.

### Studená válka
Za studené války se ponorky opět dostaly do popředí, neboť „v zájmu zachování míru“ se USA i SSSR snažily vyrobit účinnější zbraně a zároveň potřebovaly znát další kroky protivníka, jeho přesuny armád a podobně. Proto byly vytvořeny stále tišší a tišší ponorky, schopné pozorovat protivníka nebo připlout nepozorovány až k pobřeží a odpálit jaderné hlavice nesené na palubě.

## Typy ponorek
- dělení podle pohonu

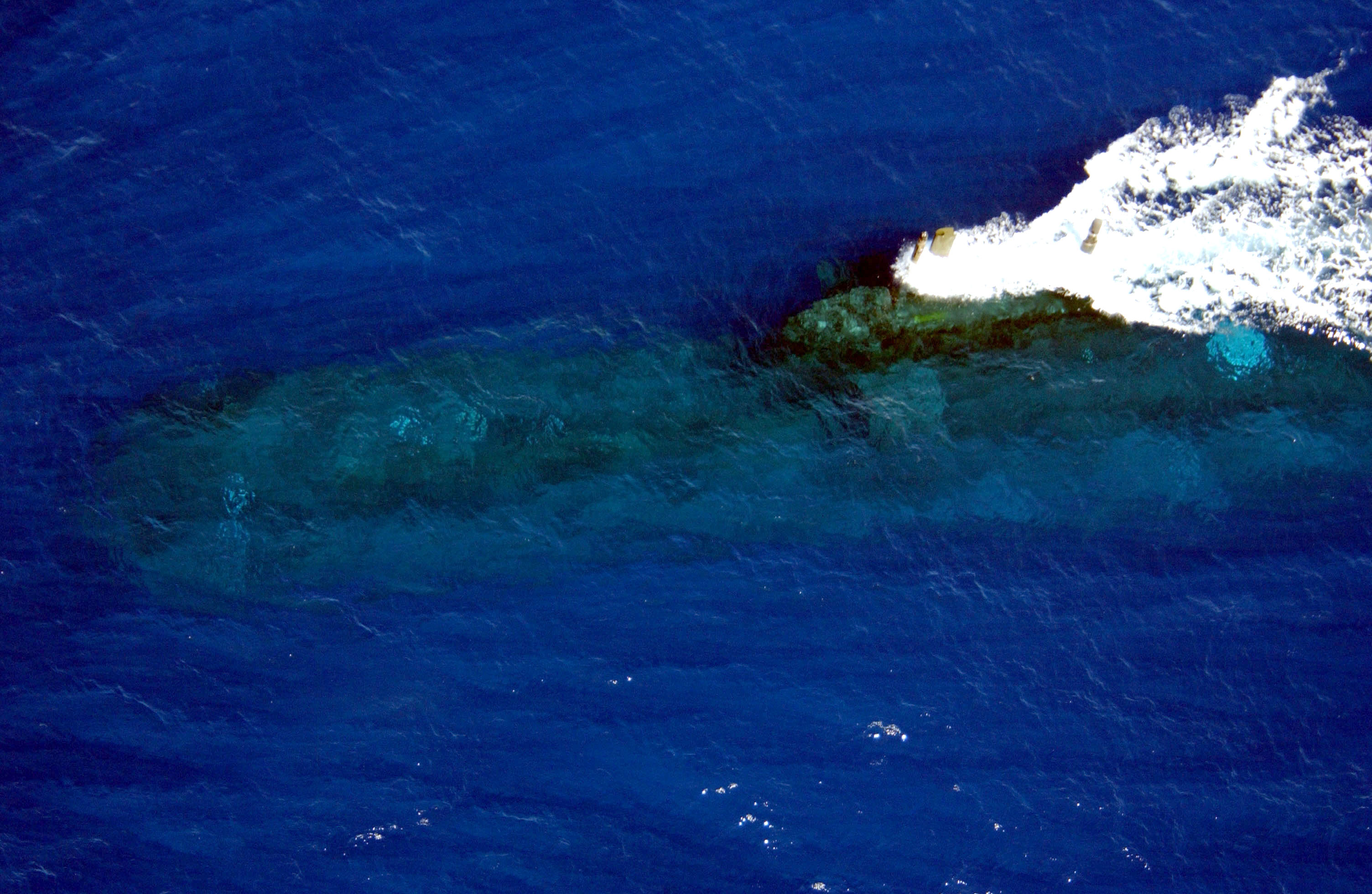
Ponorka HMAS Rankin třídy Collins v periskopové hloubce

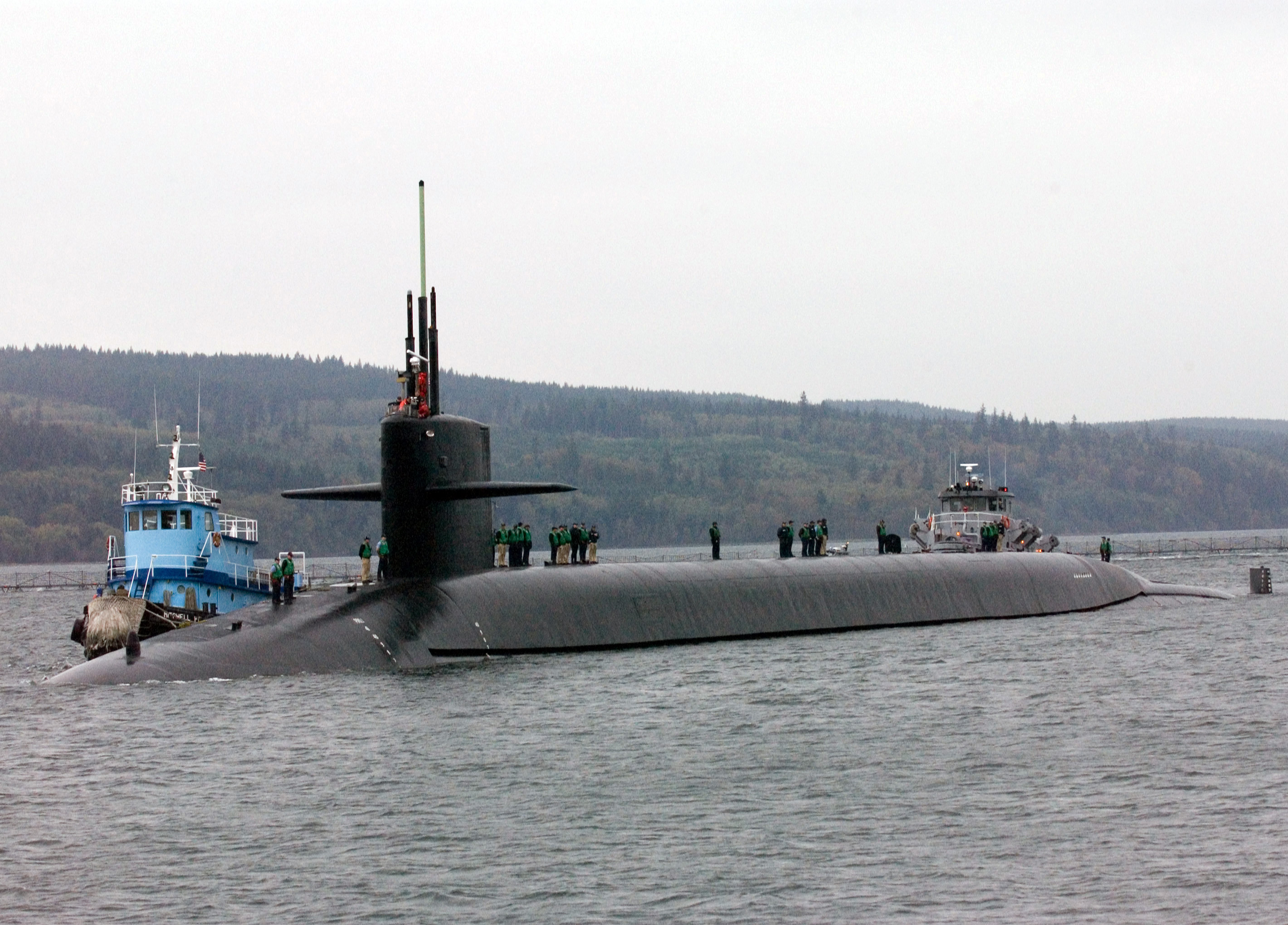
Americká jaderná ponorka USS Louisiana

  - ruční - první ponorky v 18. a 19. století
  - parní ponorka (pokusy o výkonný pohon na přelomu 19. a 20. století, neosvědčily se - problémy se zbytkovým teplem)
  - elektroponorka (první ponorky, později jen u miniponorek)
  - benzinová ponorka - jen několik málo typů po roce 1900, opuštěno pro problémy s benzinovými výpary
  - dieselová ponorka
  - diesel-elektrická ponorka (pod hladinou využívala akumulátory)
  - Jaderná ponorka (dle terminologie US Navy zkratka SSN; dle ruského námořnictva ПЛА, Атомная подводная лодка)
  - ponorka na stlačený vzduch
- vojenské ponorky (dle určení)
  - stíhací (přepadové neboli útočné) ponorky (jaderné dle terminologie US Navy pod zkratkou SSN, dle ruské ПЛАТ, Подводная Лодка Атомная Торпедная)
  - nosiče strategických jaderných balistických střel (SLBM) - (jaderné dle terminologie US Navy pod zkratkou SSBN, dle ruské ПЛАРБ, подводная лодка атомная с ракетами баллистическими)
  - nosiče střel s plochou dráhou letu, SLCM (jaderné dle terminologie US Navy pod zkratkou SSGN, dle ruské ПЛАРК, подводная лодка атомная с ракетами крылатыми)
  - zásobovací ponorky (používané za 2. svět. války k doplňování zásob bojových ponorek)
  - miniponorky (za 2. svět. války používané převážně k sabotážním účelům proti zakotveným lodím)
- Výzkumné ponorky
  - Batysféra – upoutaná kabina na laně
  - Batyskaf – specializovaná ponorka pro ponoření do zvláště velkých hloubek

## Konstrukce
Klasická ponorka se skládá z tlakového trupu, v němž je prostor pro posádku a vybavení. U většiny ponorek nad trup vyčnívá velitelská věž se vstupním otvorem, periskopy, anténami, popř. jiným vybavením, které daný typ ponorky potřebuje. Starší vojenské ponorky (až do druhé světové války) nesly na trupu ještě vedlejší výzbroj (protiletadlové kulomety a obvykle i dělo). Ponorky se často vybavují ještě druhým vnějším trupem (double hull), který není tlakový, ale dává ponorce vnější hydrodynamický tvar a obsahuje obvykle balastní nádrže. Většina ponorek má sonar umístěn v přední části.